# 李伸 (順治進士)
李伸，高邑人，清朝官员、進士出身。

## 生平
順治十六年（1659年），登己亥科進士，官至永宁县知縣。